# Émilie Mazoyer
Émilie Mazoyer (* 19. Juli 1980 in Toulouse) ist eine französische Hörfunk- und Fernsehmoderatorin.

## Leben
Mazoyer studierte an der Universität Toulouse. Sie begann im Jahr 2002 beim Sender Le Mouv als Hörfunkmoderatorin zu arbeiten. Von November 2008 bis Juni 2009 war sie Comoderatorin des Vormittagsmagazins 10h, le mag beim französischen Fernsehsender TF1. Seit dem 18. April 2011 moderiert sie die Prime-Time-Sendung Tous différents beim französischen Privatsender NT1, dessen zweite Staffel am 24. Oktober 2011 begann.

## Auszeichnungen
- 2004 erhielt sie den Prix Anima 4 für die beste Moderatorin der Radios francophones publique.